# Chiesa di Sant'Agata (Ornago)
La chiesa di Sant'Agata è la parrocchiale di Ornago, in provincia di Monza e Brianza e arcidiocesi di Milano; fa parte del decanato di Vimercate.

## Storia
La prima citazione d'una cappella a Ornago, fondata forse nel XII secolo, risale al 1398 ed è da ricercarsi nella Notitia Cleri, in cui si legge che essa era filiale della pieve di Santo Stefano Protomartire di Vimercate.
Nel 1576 monsignor Gerolamo Ragazzoni, compiendo la sua visita, ordinò che la chiesa venisse restaurata; due anni dopo iniziarono i lavori di ricostruzione, che nel 1581 erano ancora in corso, come attestato nella relazione della visita dell'arcivescovo di Milano Carlo Borromeo, che trovò il tetto ancora incompleto e le finestre ancora prive delle vetrate.
Dagli atti relativi alla visita pastorale del 1756 dell'arcivescovo Giuseppe Pozzobonelli s'apprende che la parrocchiale, in cui avevano sede le confraternite del Santissimo Sacramento e del Santissimo Rosario, aveva come filiali gli oratori di San Giovanni Battista in località Borella, della Beata Maria Vergine del Lazzaretto e di Santa Maria Maddalena a Camuzzago e che i fedeli ammontavano complessivamente a 590, scesi poi a 579 nel 1780.
La chiesa fu interessata da un sostanziale ampliamento nel 1851, dovuto al fatto che non era più sufficiente a soddisfare le esigenze dei fedeli; tra il 1884 e il 1885 venne edificata per volere di don Ambrogio Rosa un'ulteriore cappella laterale.
Nel 1900 l'arcivescovo Andrea Carlo Ferrari trovò che il reddito era di 717,24 lire, che nella parrocchiale, che aveva alle sue dipendenze il santuario della Beata Vergine Maria, la chiesetta di Santa Maria Maddalena a Camuzzago e gli oratori di San Giovanni Battista in località Borella e dell'Addolorata, aveva sede la confraternita del Santissimo Sacramento e che i fedeli erano 1972.
Nel 1948 la struttura fu oggetto di un restauro, voluto da don Giovanni Viganò, in occasione del quale venne eseguito l'affresco avente come soggetto San Giovanni Bosco; nel 1982 la facciata fu risistemata e ridipinta.

## Descrizione

### Esterno
La facciata a salienti della chiesa, rivolta a est, è tripartita; il corpo centrale, lievemente aggettante e coronato da un frontone triangolare, presenta nel mezzo, inscritti all'interno di una grande arcata a tutto sesto, il portale d'accesso principale architravato e, più in alto, un'ampia lunetta contenente un altorilievo in cotto del Buon Pastore; le due ali laterali, chiuse superiormente da semitimpani, accolgono gli ingressi laterali architravati, sormontati da altorilievi rettangolari in cotto. 

### Interno
L'interno dell'edificio si compone di tre navate scandite tra loro da una serie di arcate a tutto sesto rette da colonne marmoree d'ordine ionico; la volta a botte della navata centrale, nonché le volte a crociera e le pareti di quelle laterali, sono riccamente decorate con affreschi, che proseguono anche nel presbiterio absidato.
Qui sono conservate diverse opere di pregio, tra le quali la statua lignea con soggetto Sant'Agata, donata nel 1936, il quadro raffigurante l'Adorazione dei Magi, gli affreschi ritraenti il Martirio di Sant'Agata, i Quattro Evangelisti e il Trionfo di Sant'Agata, la tela con San Vincenzo de' Paoli e le statue settecentesche del Crocifisso con la Madonna e di san Giovanni Evangelista.